# Pelagodoxeae
Die Pelagodoxeae sind eine Tribus der Familie Palmengewächse (Arecaceae). Sie umfasst zwei Gattungen im westpazifischen Raum.

## Merkmale

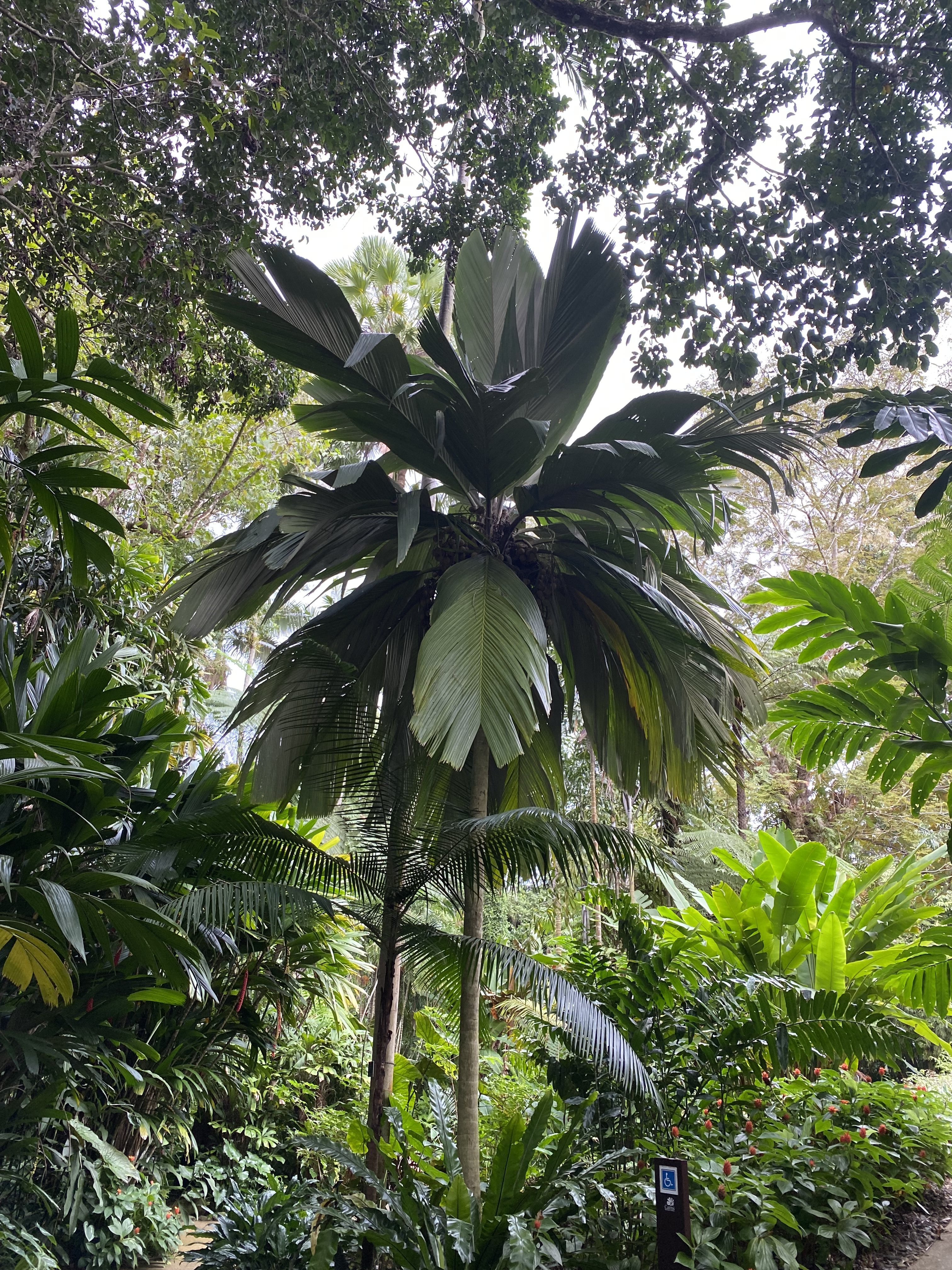
Pelagodoxa mesocarpa

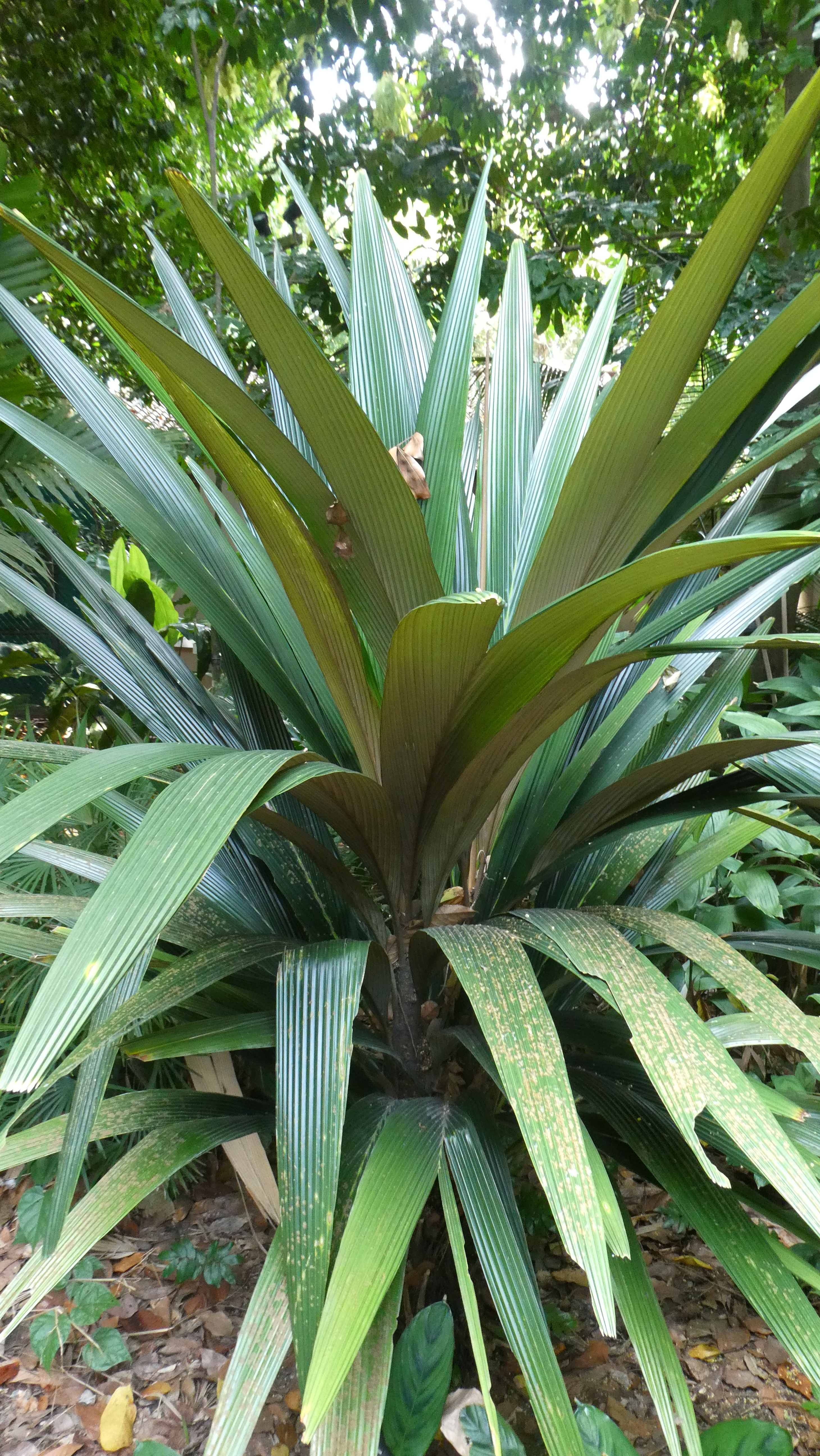
Sommieria leucophylla

Die Vertreter der Tribus Pelagodoxeae sind klein und stammlos oder aufrechte bis mittelgroße Palmen. Sie sind einhäusig getrenntgeschlechtig (monözisch) und unbewehrt. Die Blätter sind ganzrandig bifid oder unregelmäßig gefiedert. Der Blattrand ist nicht ausgerissen (prämors), sondern gelappt. Die Blattscheiden bilden keinen Kronschaft. Die Blütenstände stehen zwischen den Blättern und sind wenig bis stark verzweigt. Die Blüten stehen im unteren Bereich des Blütenstands in Triaden, weiter oben stehen männlichen Blüten in Paaren oder alleine. Die Blüten stehen in flachen Gruben. Die weiblichen Blüten besitzen freie Kronblätter, die im unteren Bereich imbricat, im oberen valvat stehen. Die Staminodien sind sehr klein, frei und nicht zu einem Ring verwachsen. Der Fruchtknoten ist pseudomonomer. Die Frucht trägt die Narbenreste basal. Das Exokarp ist korkig-warzig. 

## Verbreitung
Die Arten der Tribus Pelagodoxeae kommen im westlichen Pazifik vor. Sommieria kommt auf Neuguinea vor; Pelagodoxa stammt von den Marquesas und Vanuatu; sie ist auf den Tubuai-Inseln ausgestorben.

## Systematik
Die Tribus Pelagodoxeae wurde 2005 durch Dransfield et al. in A New Phylogenetic Classification of the Palm Family, Arecaceae. In: Kew Bulletin, Volume 60, Issue 4, S. 563 aufgestellt.
Die Tribus Pelagodoxeae im Sinne von Dransfield et al. 2008 wird in allen Studien als natürliche Verwandtschaftsgruppe (Monophylum) identifiziert. Ihre Stellung innerhalb der Arecoideae ist noch unklar.
Zur Tribus Pelagodoxeae werden etwa zwei Gattungen gezählt:
- Pelagodoxa Becc.
- Sommieria Becc.